# Lịch sử của Manchester United F.C. (1969–86)
Câu lạc bộ bóng đá Manchester United kết thúc mùa giải 1969-1970 với vị trí thứ 8 tại giải bóng đá vô địch quốc gia Anh và khởi đầu tồi tệ vào mùa giải 1970-1971, Busby đã quay trở lại dẫn dắt đội bóng và McGuinness trở thành huấn luyện viên đội dự bị.

Trong mùa giải 1985-1986, sau khi có được 13 trận thắng và 2 trận hòa trong 15 trận đấu đầu tiên, câu lạc bộ đặt niềm tin giành chiến thắng trong giải đấu nhưng cuối cùng kết thúc ở vị trí thứ tư. Mùa giải tiếp theo, Các câu lạc bộ có nguy cơ xuống hạng vào tháng 11, Huấn luyện viên ông Atkinson đã bị sa thải.

## Giai đoạn 1970-1979
Khi những ký ức của danh hiệu vô địch Cúp C1 Châu âu bắt đầu phai nhạt dần, mối quan tâm của Manchester United đã chuyển sang vị trí quản lý đang bị bỏ trống. Sir Matt Busby đã dẫn dắt câu lạc bộ tới miền đất hứa chỉ trong vòng có 10 năm sau khi mất hơn một nửa đội hình, và gần như cả cuộc sống của ông tại tấn thảm kịch Munich. Nhưng tới thời điểm này, Ông đã quyết định rút lui và việc ra đi của Ông đã để lại cho Ban giám đốc đội bóng một vấn đề khá nan giải.
Giải pháp đầu tiên của câu lạc bộ là đề cử Wilf McGuinness một trong số những trợ lý của Sir Matt và là cựu cầu thủ của MU vào vị trí này. Tuy nhiên, việc ông chỉ có thể tập hợp được các cầu thủ đã xế chiều và thiếu sự kiểm soát toàn bộ nội tình đội bóng cho thấy McGuinness đã phải khổ sở vất vả như thế nào để theo kịp Sir Matt.
Wilf không được trao quyền quá lâu. Vào ngày lễ tặng quà năm 1970, ông đã nhận được "món quà" của Ban giám đốc câu lạc bộ khi được giải thoát khỏi nhiệm vụ nặng nề của mình và Sir Matt tạm thời quay trở lại huấn luyện đội bóng trong khi câu lạc bộ một lần nữa phải tìm kiếm một người kế tục đáng giá.
Frank O'Farrell là người tiếp theo thực hiện nhiệm vụ bất khả thi này, sau khi rời Leicester City để đến Manchester United vào tháng 6 năm 1971. Bất chấp một sự khởi đầu hứa hẹn trong mùa bóng 1971/72, huấn luyện viên người Ailen này cũng không khá khẩm gì hơn so với McGuinness. Thất bại của MU 5-0 trước Crystal Palace ngày 16/12/1972 là trận đấu cuối cùng của O'Farrell tại MU.
Mặc dù thời gian huấn luyện của O'Farrell khá ngắn, ông vẫn để lại dấu ấn của mình tại đội hình MU năm 1970 bằng việc ký hợp đồng với Martin Buchan với một cái giá kỷ lục là £125.000. Cựu đội trưởng của Aberdeen đã trở thành át chủ bài cho người kế nhiệm của O'Farrell là Tommy Docherty, người được bổ nhiệm vào kỳ Giáng sinh năm 1972.
Thách thức đầu tiên của The Doc (biệt danh của Tommy Docherty) là phải duy trì được phong độ của đội bóng trong khi thay thế dần những huyền thoại của thập kỷ 60. Sir Bobby Charlton đã tuyên bố ông sẽ từ giã sân cỏ vào cuối mùa bóng 1972/73, George Best đã thay đổi ý kiến mặc dù trước đó tiếp tục tuyên bố sẽ cống hiến cho MU và Denis Law đã ở bên kia sườn dốc. Law, thực ra đã được đưa vào dạng chuyển nhượng tự do tháng 7 năm 1973, một bước ngoặt mà sau này đã quay lại ám ảnh Docherty. Tiền đạo xuất sắc này đã gia nhập Manchester City và ghi bàn vào lưới Những con quỷ đỏ tại Old Trafford trong trận đấu tháng 4 năm 1974, chính thức đưa MU xuống hạng.
Một số người tiền nhiệm của Docherty chắc hẳn cảm thấy tổn thương khi Docherty không bị sa thải sau khi đưa MU xuống hạng. Nhưng với lòng tin vào Docherty, Những con quỷ đỏ đã quay trở lại rất nhanh. MU đã đứng đầu giải hạng hai mùa bóng sau đó 1974/75, với chân sút hàng đầu là Stuart 'Pancho' Pearson ghi được 17 bàn. Lou Macari đã ghi bàn tại Southamton đưa MU quay trở lại giải vô địch ngay từ tháng 4 năm 1975.
MU sau đó đã tiến đến trận chung kết Cúp FA hai lần liên tiếp, lần đầu MU thua Southampton năm 1976, nhưng sau 12 tháng họ đã đánh bại Liverpool với tỷ số 2-1. Những chàng trai của The Doc đã thể hiện phong độ hoàn hảo khi làm tiêu tan hy vọng Treble của Liverpool – khi mà câu lạc bộ xứ Merseyside đã đoạt chức vô địch Anh và Cúp C1.
Tuy nhiên, niềm vui của chiến thắng đó không kéo dài lâu cho The Doc. Chỉ 44 ngày sau đó, ông đã bị câu lạc bộ sa thải khi ông đã sống như vợ chồng với người tình của mình là Mary, vợ của Laurie Brown bác sĩ vật lý trị liệu của câu lạc bộ.
Huấn luyện viên của QPR là Dave Sexton bước vào thay thế, và mặc dù trong hai năm đầu của mình 1977/78 và 1978/79 ông không thể dẫn dắt MU lên nổi nhóm 10 đội hàng đầu, nhưng ông vẫn đưa MU đến sân Wembley năm 1979. Nhưng không may mắn cho Những con quỷ đỏ khi họ để thua 3-2 trước Arsenal trong một trong những trận chung kết Cúp FA đáng nhớ nhất của lịch sử. Gordon McQueen và sau đó Sammy McIlroy đã ghi bàn trong 5 phút cuối giúp MU cân bằng tỷ số sau khi bị dẫn trước 2-0, nhưng tất cả cũng chỉ tạo cơ hội cho Alan Sunderland ghi bàn thắng quyết định cho Arsenal ngay trước khi trận đấu chuẩn bị bước vào hiệp phụ.
Những khoảnh khắc tuyệt vời tại Wembley đã tổng kết lại thành tích của MU tại thập kỷ 70, một thập kỷ tràn đầy kịch tính khi mà đỉnh cao và thất bại luôn song hành với nhau và cũng đặt ra một yêu cầu đối với MU là sự ổn định phong độ trước khi bước vào bình minh của thập kỷ 80.

## Giai đoạn 1980-1986

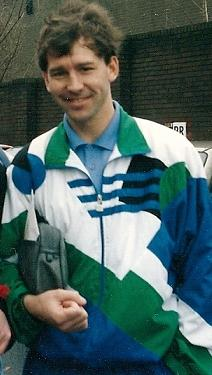
Bryan Robson là đội trưởng của Manchester United trong 12 năm, lâu hơn bất kỳ cầu thủ nào khác.

Manchester United có một sự khởi đầu nghèo nàn khi bước vào thập kỷ 80. Tháng 1 năm 1980, Tottenham loại họ khỏi FA Cup ngay tại vòng đấu đầu tiên. Đầu tháng 3, đội quân của Dave Sexton phải gánh chịu một thảm bại nặng nề tại Ipswich Town với tỷ số 0-6.
Tuy nhiên, Sexton và đội bóng của mình khăng khăng không thừa nhận bất cứ sự buộc tội nào - thay vào đó họ đã phục hồi được phong độ khi chiến thắng 8 trong 10 trận tại giải vô địch, và kết thúc mùa giải ở vị trí thứ hai, chỉ kèm Liverpool có đúng 2 điểm.
MU tiếp tục trình diễn một phong độ sắc bén vào cuối mùa giải tiếp theo 1980/81, khi họ thắng liên tiếp 7 trận cuối cùng của mùa giải. Nhưng lần này, họ chỉ có thể đứng ở vị trí thứ 8 trong bảng xếp hạng - một vị trí mà Ban quản lý Câu lạc bộ không thể tha thứ. Sexton bị sa thải ngày 30/4/1981, sau bốn mùa bóng ở một vị trí nóng bỏng nhất của giải vô địch.
Người thay thế Sexton tại MU là Ron Atkinson. Ông đã đem theo Mick Brown là trợ lý cho mình và Eric Harrison là huấn luyện viên đội trẻ. Nhưng cái mà ông giành được trên sân cỏ thực sự làm phấn khích các cổ động viên. Ông đã phá vỡ kỷ lục chuyển nhượng của nước Anh khi ký hợp đồng với Bryan Robson với giá 1.5 triệu bảng Anh từ câu lạc bộ cũ của mình West Bromwich Albion và ông đã chi tiêu khoảng một phần ba số tiền đó để kiếm thêm cho đội hình của MU một cựu cầu thủ nữa của Albion là Remi Moses.
Ở khu vực giữa sân, những người mới đến đã bổ sung hoàn hảo cho sự tinh tế của Ray Wilkins, một ngôi sao đang nổi của bóng đá Anh. Nhưng dường như vẫn còn thiếu một cái gì đó. MU cần một tiền đạo người có thể cạnh tranh với hiệu suất ghi bàn của Ian Rush tại Liverpool, đội đã đoạt chức vô địch Anh trong ba năm liên tiếp 1982, 1983 và 1984. Những chàng trai của Atkinson đã không bị Liverpool bỏ quá xa khi kết thúc ở vị trí thứ ba, thứ tư trong các mùa bóng này nhưng họ cũng không thể tiến gần hơn với Liverpool.
Những giải tranh cúp nội địa cũng đã đem lại cho MU những cơ hội tốt nhất để đoạt cúp vàng. Năm 1983, MU đã đến được sân Wembley ở cả hai giải tranh cúp. Tại giải đấu thứ nhất, Liverpool đã đánh bại họ 2-1 sau khi đấu thêm giờ tại League -Cup, trong khi đó tại giải đấu thứ hai, FA Cup, đội bóng tý hon Brighton và huấn luyện viên Hove Albion sẽ là đối thủ của MU.
Những con quỷ đỏ của Big Ron được mong đợi sẽ đá như dạo chơi trước những chú chim mòng biển (biệt danh của Brighton) nhưng họ đã vấp phải một Brighton gan góc và cống hiến cho khán giả một màn trình diễn ấn tượng khi cầm hoà MU với tỷ số 2-2. Thực tế, đội bóng tý hon Brighton đã gần như đoạt được cúp nếu như thủ môn Manchester United, Gary Bailey không xuất sắc cản phá được cú sút của Gordon Smith vào giây phút cuối cùng của hiệp phụ.
Cả quốc gia đón chờ trận đá lại 5 ngày sau đó, nhưng lần này, Brighton đã không thể cầm cự được nữa khi bị MU hạ gục với 4 bàn thắng của Robson (2 bàn), Arnold Muhren và Norman Whiteside.
Whiteside luôn chứng tỏ được cá tính của mình là cầu thủ của những trận đấu lớn khi tiếp tục thể hiện phong độ xuất sắc tại trận chung kết FA Cup năm 1985. Tại trận chung kết này, bằng cú cứa lòng xuất thần, ông đã đem lại chiến thắng 1-0 cho MU trước Everton. Đầu trận đấu MU đã bị đuổi mất hậu vệ Kevin Moran, người cùng với Paul McGrath đã tạo thành bức tường thành chắc chắn của MU trong thập kỷ 80.
Đó là chiếc cúp FA thứ hai của Atkinson trong ba mùa bóng, nhưng mười tám tháng sau đó ông trở thành huấn luyện viên thành công thứ tư của MU bị sa thải vì không có khả năng phá vỡ thế độc quyền của câu lạc bộ xứ Merseyside đối với giải vô địch. Thậm chí chiến thắng mười trận liên tiếp khi khởi đầu mùa bóng 1985/86 cũng không thể mang lại cho ông chiếc Chén Thánh của chúa Jesus.